# 크로커다일 던디 3
《크로커다일 던디 3》(영어: Crocodile Dundee in Los Angeles 혹은 영어: Crocodile Dundee III)은 오스트레일리아와 미국에서 제작된 2001년 액션 코미디 영화이다. 《크로커다일 던디 2》(1988)의 속편이자 크로커다일 던디 시리즈 마지막 작품이다. 사이먼 윈서가 연출했으며, 주연 폴 호건이 제작에도 참여하였다.

## 출연진
- 폴 호건 - 마이클 J. "크로커다일" 던디 역
- 린다 커즐라우스키 - 수 찰턴 역
- 제리 번스
- 조너선 뱅크스
- 앨릭 윌슨
- 제리 스킬턴
- 스티브 래크먼
- 서지 콕번
- 아이다 터투로
- 폴 로드리게스
- 케이틀린 홉킨스
- 마이크 타이슨
- 베티 보빗

## 기타 제작진
- 공동 제작: 콘래드 훌, 페리 캐츠
- 배역: 모라 페이
- 미술: 레슬리 빈스
- 의상: 매리언 보이스

## 우리말 녹음
KBS 성우진 (2006년 12월 17일)
- 송두석 - 크로커다일 (폴 호건)
- 윤소라 - 수 (린다 커즐라우스키)
- 이향숙 - 마이키 (서지 콕번)
- 김세한 - 로스먼 (제리 번스)
- 김소형 - 밀로시 (조너선 뱅크스)
- 김영진 - 재코 (앨릭 윌슨)
- 이현선 - 매시스 (케이틀린 홉킨스)
- 탁원제
- 김규식
- 이근욱
- 이연희
- 박상훈
- 김승태
- 사성웅
- 홍진욱